# ألبرت لاكروا
ألبرت لاكروا هو ناشر بلجيكي، ولد في 9 أكتوبر 1834 في بروكسل في بلجيكا، وتوفي في 29 سبتمبر 1903 في Brides-les-Bains ‏ في فرنسا.